# Ezra Ames
Ezra Ames (Framingham, 5 maggio 1768 – Albany, 23 febbraio 1836) è stato un pittore e incisore statunitense, attivo ad Albany, nello stato di New York, tra la fine del XVIII e l'inizio del XIX secolo. Gli sono stati attribuiti più di 700 ritratti.

## Biografia
Nacque a Framingham in Massachusetts nel 1768. Nel 1790 si trasferì a Worcester e nel 1794 sposò Zipporah Wood. Qualche anno dopo si trasferì ad Albany, dove dipinse ritratti di politici di spicco, inclusi quelli dei governatori George Clinton e Alexander Hamilton. Oltre ai ritratti, Ames dipinse anche carrozze, nature morte, paesaggi e dipinti storici ed era esperto nell'incisione.
La rivista Chautauqan descrisse la sua importanza in questo modo:
Durante la sua carriera Ames dipinse ritratti di molti membri del Senato dello Stato di New York. Ames fu presidente del Fine Arts Committee of the Society for the Promotion of Useful Arts e della Mechanics and Farmers Bank of Albany.
Intorno al 1790 entrò a far parte della loggia massonica “Albany” di Nuova York, appartenente alla Gran Loggia di Nuova York. Tra il 1802 e il 1826 diventò Maestro e in seguito fu ricevuto all'Arco Reale. Ames si poté ritirare grazie ai risparmi accumulati durante la sua prolifica carriera, principalmente tra il 1800 e il 1820. Morì nel 1836 e venne sepolto nel cimitero rurale di Albany. Ames, dopo la morte venne eletto membro onorario dell'American Academy of Fine Arts di New York.

## Ritratti

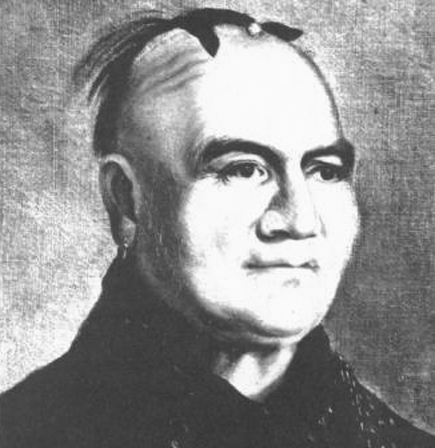
Joseph Brant
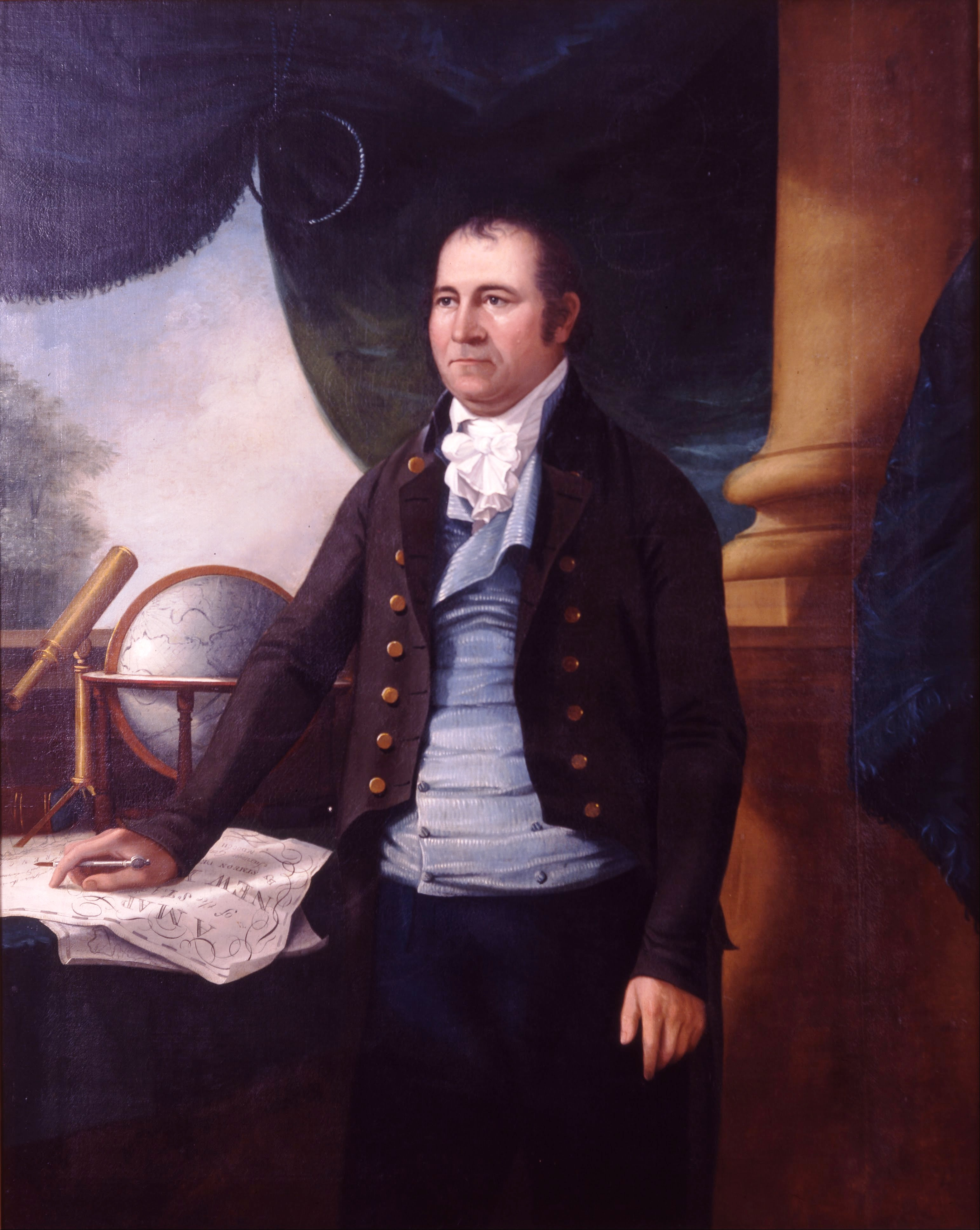
Simeon De Witt
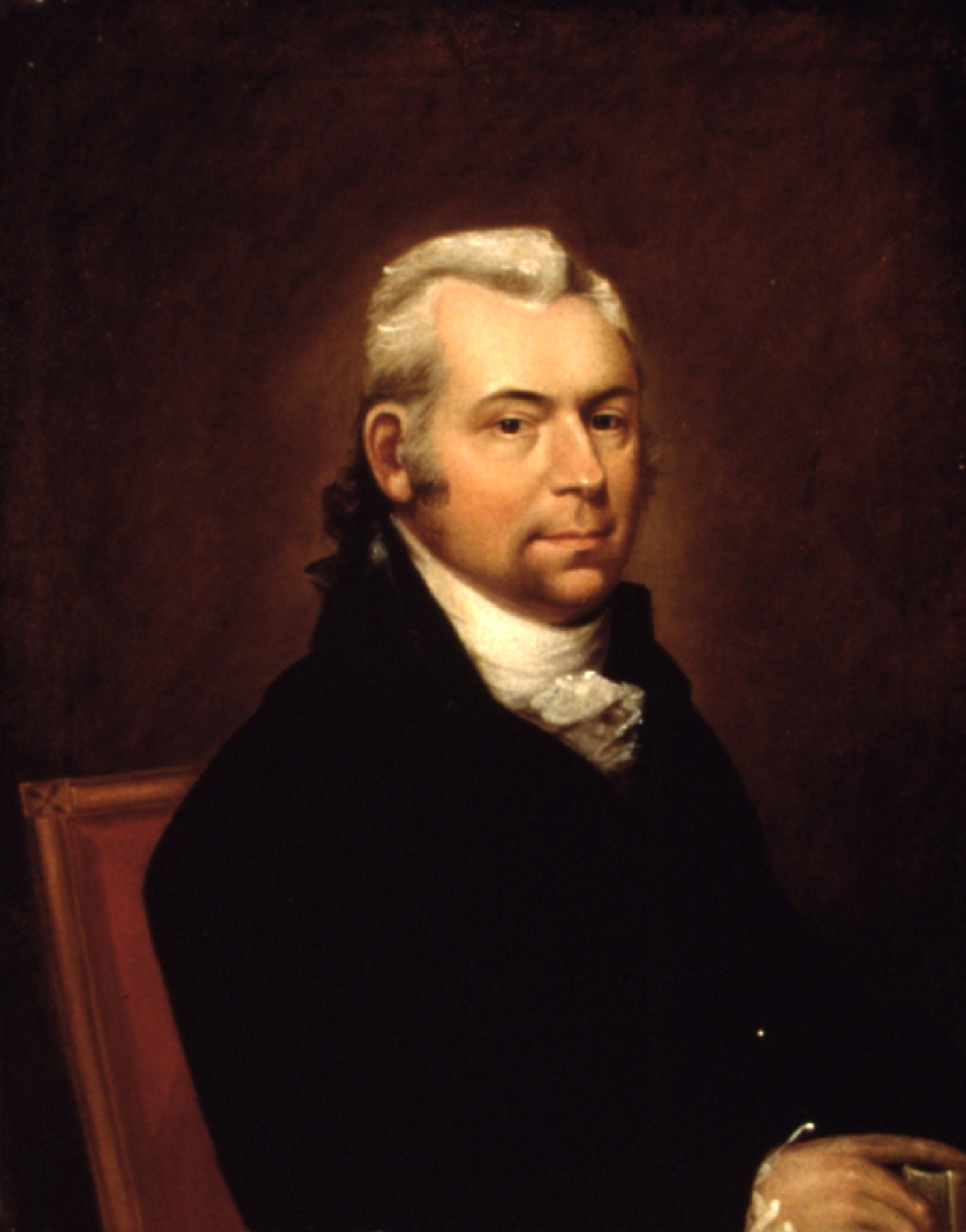
Gideon Granger
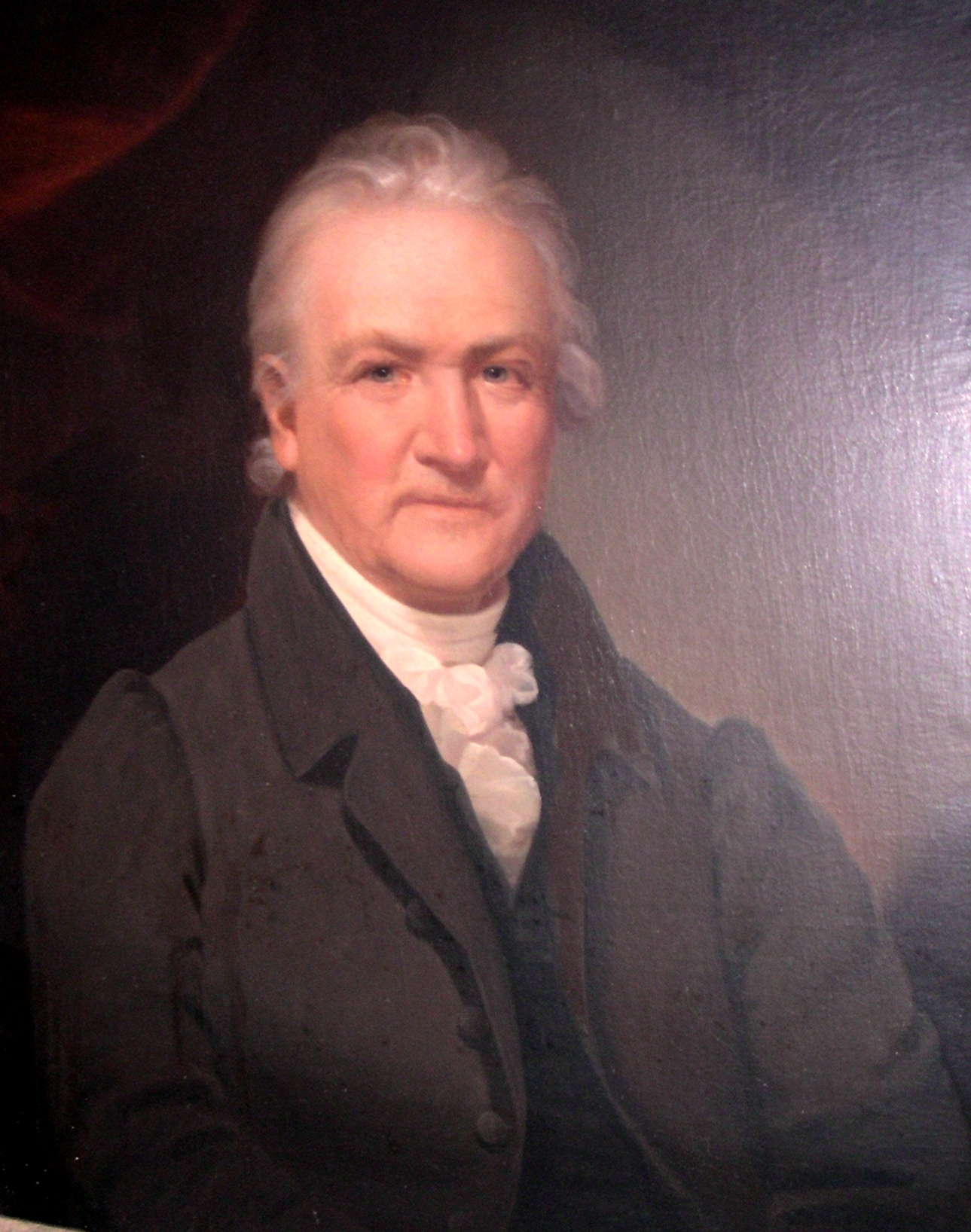
Solomon Townsend
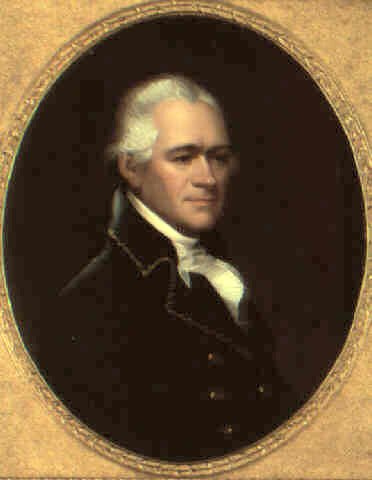
Alexander Hamilton
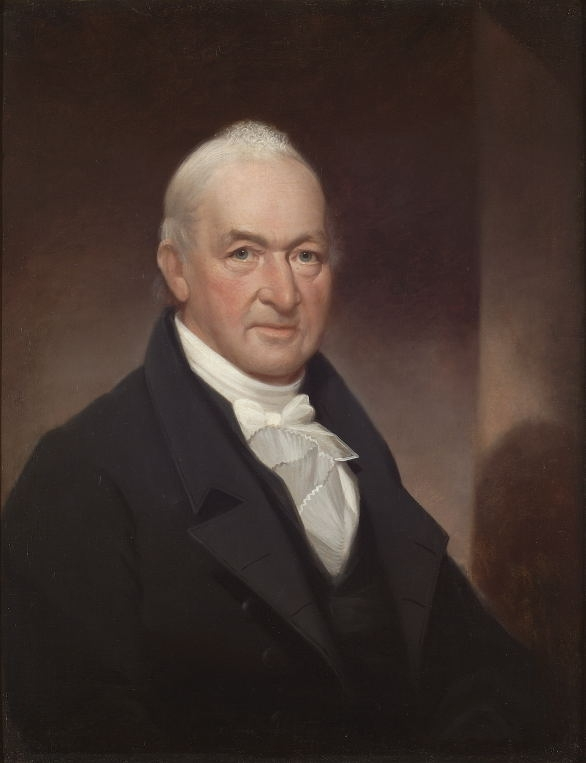
Benjamin Tallmadge
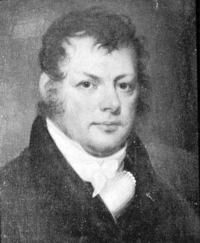
Francis Bloodgood
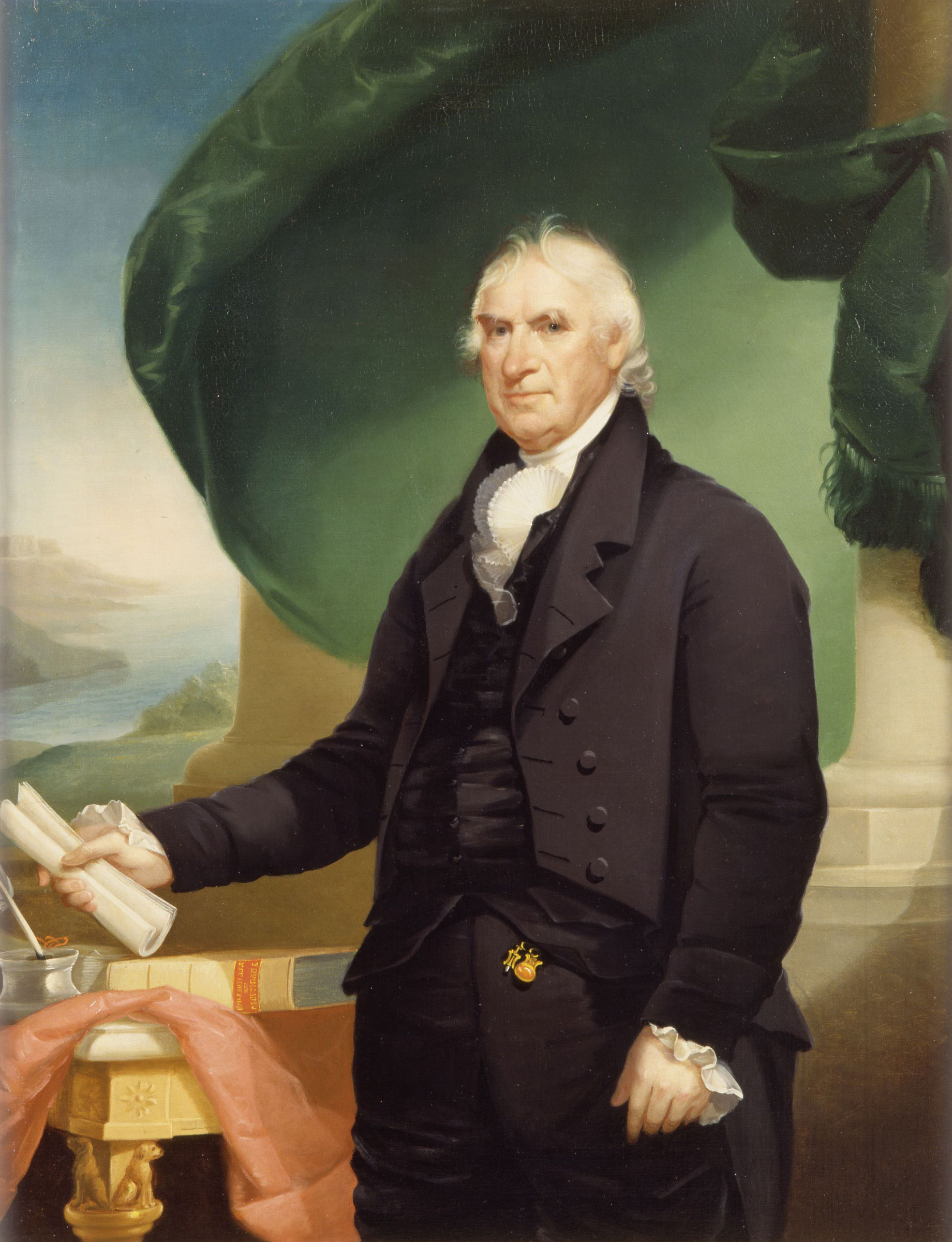
George Clinton